# 코히러

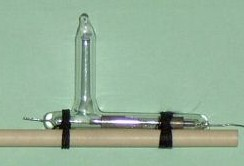
메탈 필링 코히러

코히러(coherer)는 무선 신호 검출기의 초창기 형태이다.

## 개요
무선 전신 시대의 첫 번째 수신기로 사용되었다. 전신기에서 사용은 1890년 프랑스 물리학자 브랑리의 발견에 기초하였으며 다른 물리학자와 발명가들에 의해 이후 10년 동안 개량되었다. 이 장치는 약간의 간격을 둔 두 개의 전극이 달려있는 튜브, 또는 캡슐로 전극 사이의 공간은 금속 조각들로 채워져 있다. 전파 신호가 장치에 가해지면 금속 조각들은 서로 얽히거나 응집되어 장치의 처음의 높은 저항을 감소시키고 이것으로 인해 전류가 흐르게 만든다. 수신기에서 이 전류는 소리를 만들거나 신호를 테이프에 입력시키는 등의 형태로 수신된 신호를 기록한다. 코히러 내부의 금속 조각은 신호가 끊긴 이후에도 전기를 통하게 하기 때문에 코히러는 신호가 수신 될 때마다 톡톡 쳐주는 등의 방식으로 금속 조각의 응집을 끊어야 한다. 코히러는 약 1907년, 진공 검파기와 같은 더 민감한 장치로 대체될 때까지 널리 사용되었다.

## 같이 보기
- 광석 라디오
- 수신기